# Côtes-de-provence
Le côtes-de-provence est un vin d'appellation d'origine contrôlée produit sur une vaste partie du vignoble de Provence, principalement dans le département du Var, dans une partie des Bouches-du-Rhône et même sur la petite commune de Villars-sur-Var des Alpes-Maritimes.
Le nom de l'appellation peut être complété depuis 2005 par les dénominations géographiques sainte-victoire (dans les Bouches-du-Rhône) et fréjus (dans le Var), depuis 2008 par la dénomination la-londe, depuis 2013 par la dénomination pierrefeu (également dans le Var) et depuis 2019 par la dénomination notre-dame-des-anges,.
Mais, contrairement à ce que l'on pense trop souvent, les côtes-de-provence ne sont pas produits sur toute la superficie de la Provence. Seuls 18 000 ha, soigneusement délimités, ont droit à l'appellation d'origine contrôlée (AOC).

## Histoire

### Antiquité

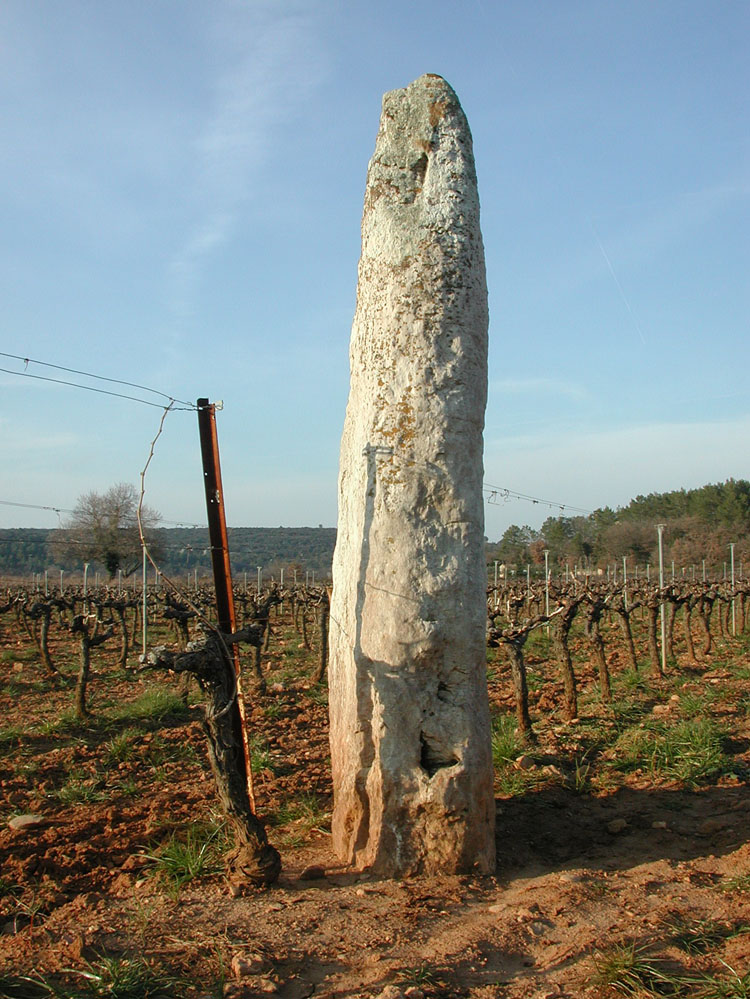
Menhir de la Pierre Plantée dans le vignoble de Cabasse.

Le littoral provençal a été colonisé par les Grecs : vers -600, les Phocéens s'installent à Marseille (en grec, Massalia; en latin, Massilia). Ils essaiment à Nice (Nikaia), Antibes (Antipolis), Hyères (Olbia), Six-Fours (Tauroeis), Arles (Arelate), Agde (Agathé), et au sud de Nîmes. Antérieurement la région était peuplée de Celtes appelés aussi Ligures ou Celto-Ligures.
C'est lors de la création de Massalia que les Phocéens implantent la vigne dans la Gaule celtique, les vignobles étant circonscrit à d'étroits espaces proches du littoral. Ce qui a été confirmé par la découverte des premiers vignobles hellénistiques à Saint-Jean-de-Garguier, dans les Bouches-du-Rhône.
Laurent Bouby explique : « Au 1er millénaire avant notre ère, avec la colonisation phocéenne à Marseille et le dynamisme commercial des civilisations méditerranéennes (étrusques, grecques et phénico-puniques), la production et les échanges de vins explosent dans l’Ouest méditerranéen. On devine aisément la suite : des millions d’hectolitres de vins inondent le monde gaulois ».
Justin, dans son Abrégé des histoires philippiques (Historiarum Philippicarum, Livre XLIII, chap. IV,1-2), un ouvrage qu'il présente dans sa préface comme un florilège des passages les plus importants et les plus intéressants du volumineux Historiæ phillippicæ et totius mundi origines et terræ situs rédigé par Trogue Pompée à l’époque d’Auguste, explique : « Sous l'influence des Phocéens, les Gaulois adoucirent et quittèrent leur barbarie et apprirent à mener une vie plus douce, à cultiver la terre et à entourer les villes de remparts. Ils s'habituèrent à vivre sous l'empire des lois plutôt que sous celui des armes, à tailler la vigne et à planter l'olivier, et le progrès des hommes et des choses fut si brillant qu'il semblait, non pas que la Grèce eût émigré en Gaule, mais que la Gaule eût passé dans la Grèce ».

### Moyen Âge

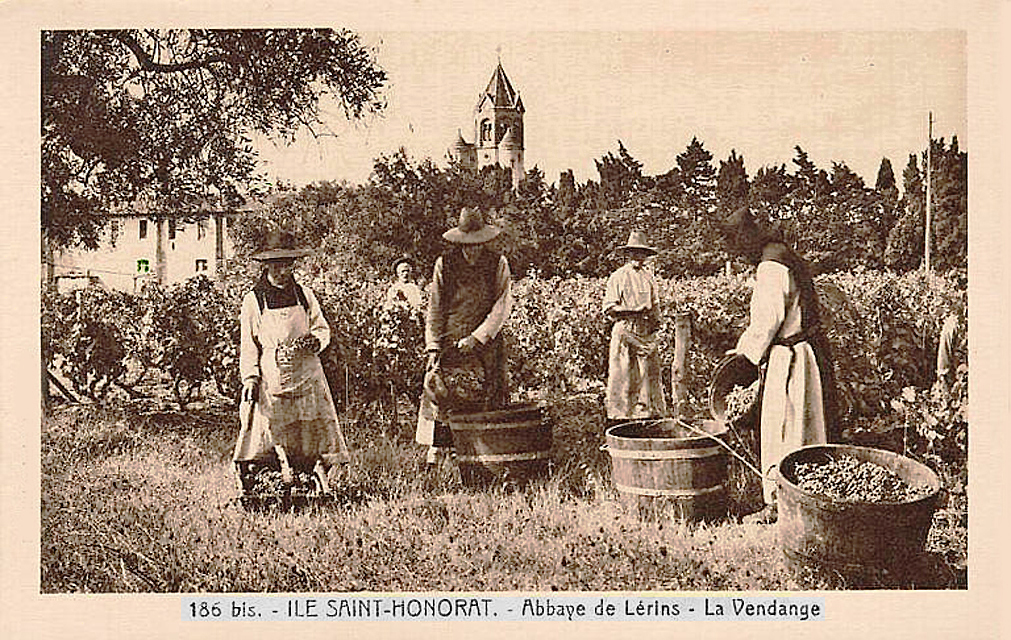
Vendanges à Saint-Honorat, au début du XXe siècle

Passées les grandes invasions, les abbayes provençales de Saint-Victor, à Marseille, de Saint-Honorat, dans l'île de Lérins, puis du Tholonet, vont reconstituer et développer le vignoble.
Le bon Roi René, angevin de naissance et provençal de cœur, affectionnait les vins de Provence. Sous l'impulsion d'Éléonore de Provence, qui deviendra Reine d'Angleterre par son mariage avec Heny III, ils s'imposèrent même à la Cour d'Angleterre.

### Période moderne

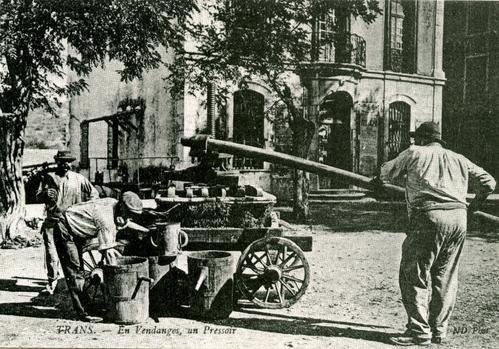
Pressoir à levier lors de vendange au début du XXe siècle à Trans-en-Provence

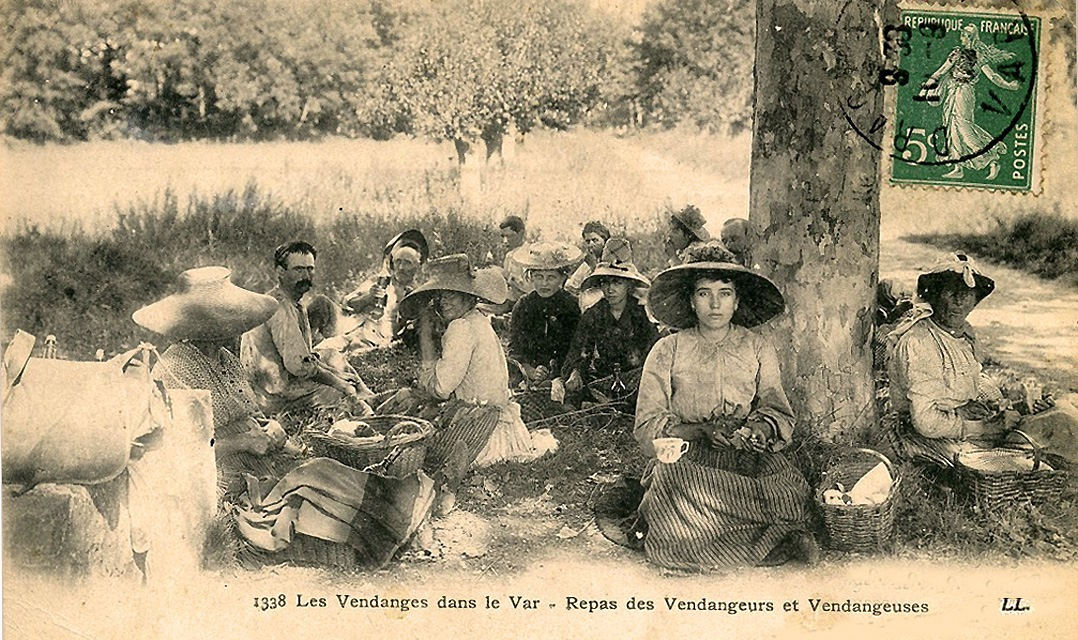
Repas de vendanges dans le Var

Aux XVIIe et XVIIIe siècles, « les friands vins de clérets de la Provence » furent très appréciés à la Cour de France, où leur notoriété bénéficia de la plume de Madame de Sévigné qui effectuait de fréquents séjours à Entrecasteaux. 
Le vignoble, déjà connu en 1848 sous le nom de Côtes de Provence, a dû être reconstruit au début du XXe siècle après la crise phylloxérique.

### Période contemporaine

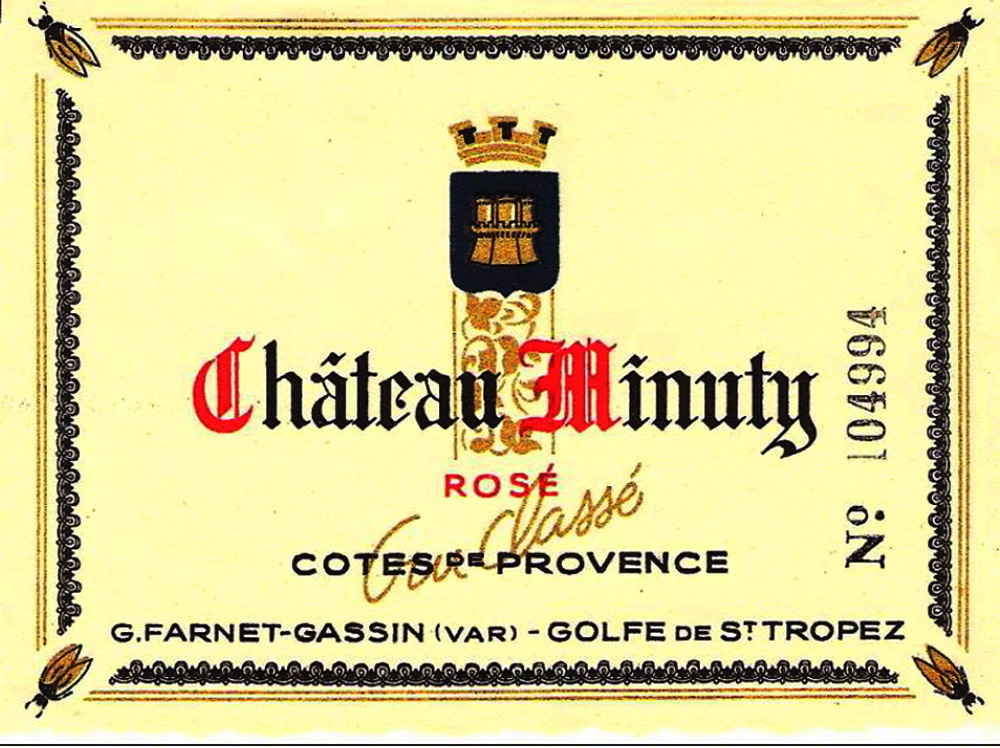
Château Minuty, cru classé.

Grâce aux efforts de quelques pionniers, un nouveau pas est franchi en 1951 avec l’accession en VDQS « côtes-de-provence ». L’aire géographique comprenait alors 42 communes. Elle sera agrandie par deux arrêtés, puis l’accession en AOC par le décret du 24 octobre 1977 portera le nombre de communes de l’aire géographique à 84.
Entretemps, un classement interne à l'appellation fit l'objet d'un arrêté ministériel promulgué en juillet 1955. Il homologuait un classement par crus à l'intérieur de l'appellation, ce qui fit bondir dans le vignoble bordelais. Ce furent 23 domaines - sur les 300 existant à l'époque - qui bénéficièrent de l'autorisation de mentionner « cru classé » sur leurs étiquettes. Actuellement, ce sont dix-huit domaines qui continuent à revendiquer ce classement après la disparition du Clos de la Bastide verte (La Garde), du Domaine de la Grande Loube (Hyères), du Clos du Relais (Lorgues), du Coteau du Ferrage (Pierrefeu) et du Domaine de Moulières (La Valette). Le cahier des charges de l'appellation a été modifié en juillet 2024, puis en août 2025.

## Étymologie
La Provence doit son nom à l'époque romaine qui la connaissait comme Provincia (une des nombreuses provinces romaines). Elle fit partie de la Gaule transalpine (c'est-à-dire au-delà des Alpes, pour les Romains), rebaptisée Gaule narbonnaise (du nom de la capitale de la province romaine, Narbonne) au Ier siècle avant notre ère.

## Situation géographique

### Orographie

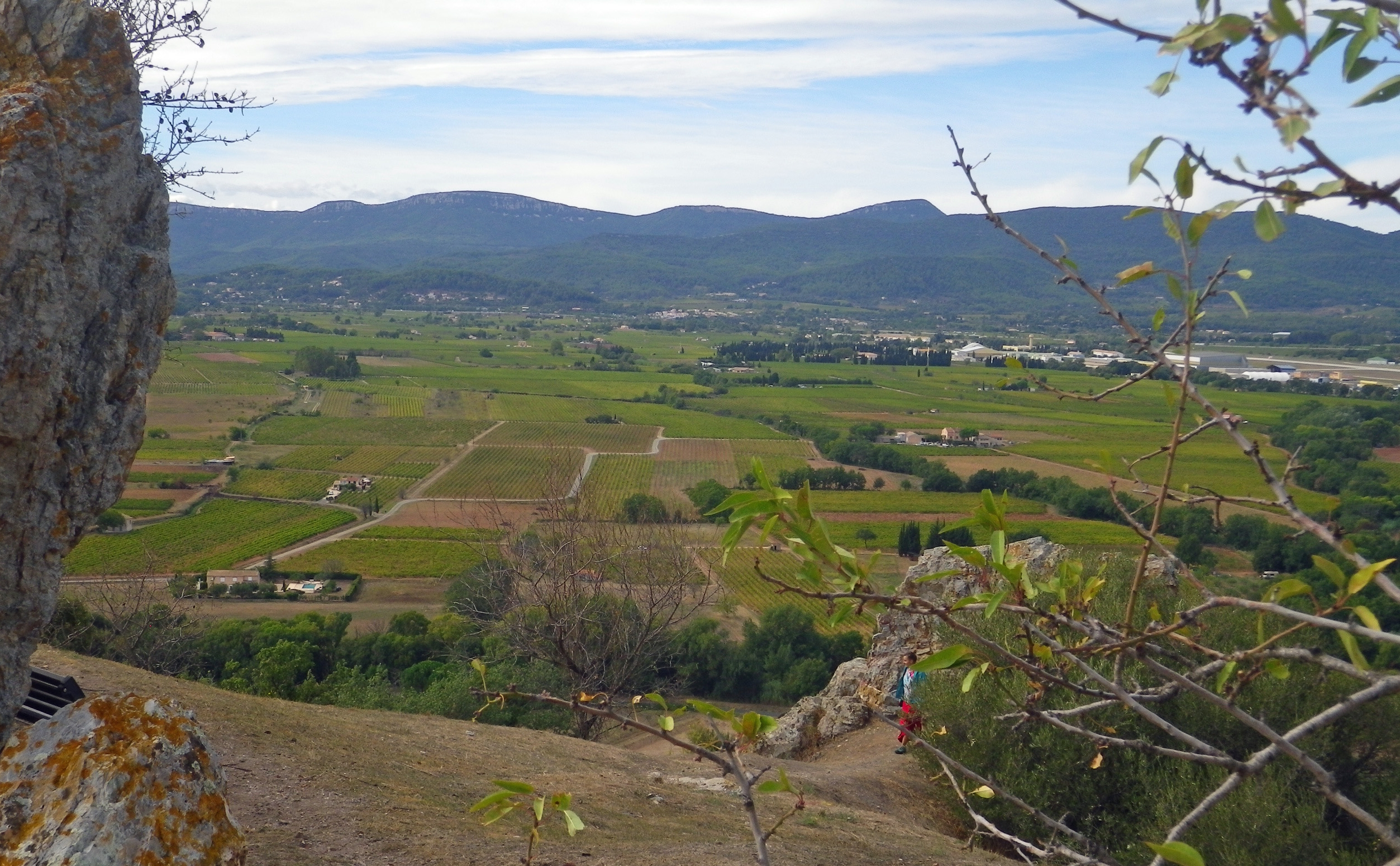
Le vignoble entre Cuers et Pierrefeu.
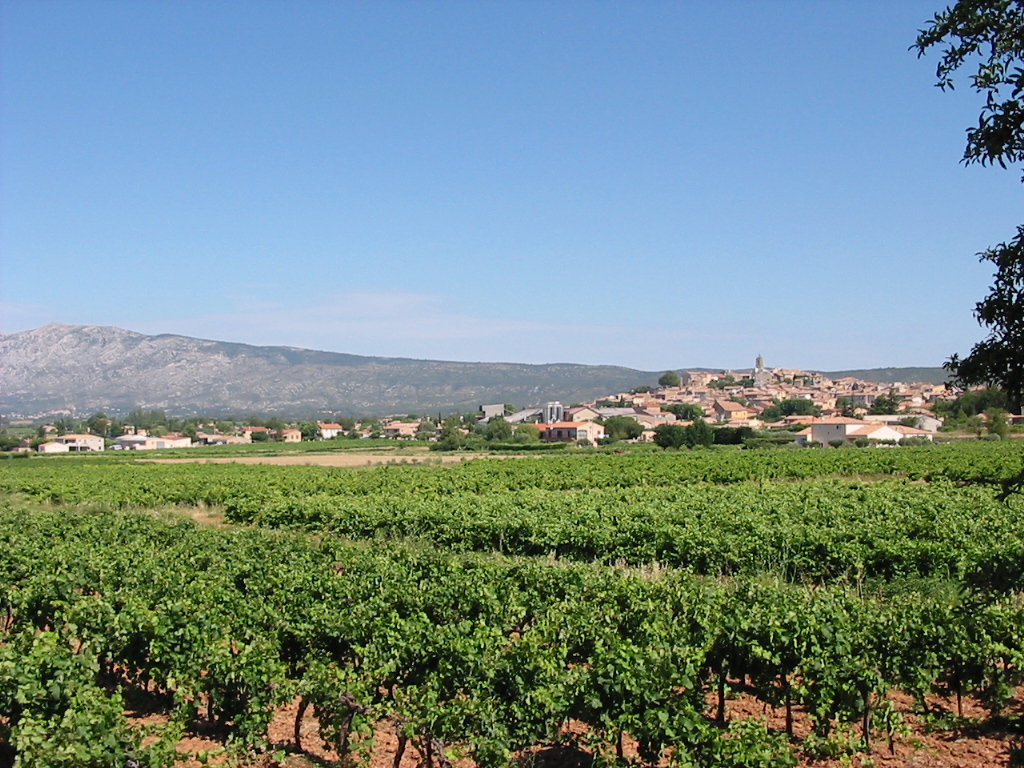
Le vignoble des Côtes de Provence à Pourrières.
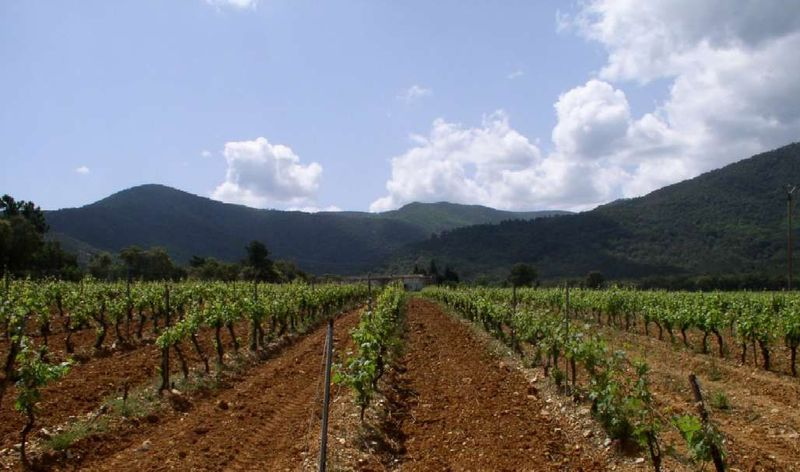
Vignes près de Les Mayons.

### Géologie
- concernant le massif cristallin des Maures : le vignoble est développé sur des sols peu évolués à sols bruns sur schistes, phyllades, grès, ou encore sur des sols d’éboulis ou sablo-alluviaux.
- concernant la Dépression Permienne, le soubassement de grès rouges de l’ère primaire (permien) a donné naissance à des sols argilo-sableux de couleur rouge et lie de vin, auxquels s’ajoutent des sols colluviaux par apports des reliefs qui dominent de part et d’autre la dépression.
- dans la zone du Plateau Triasique et des collines jurassiques calcaires, on distingue : sur le secteur triasique, des sols sont développés sur les affleurements des formations dolomitiques ou marno-calcaires du Trias ; sur les collines jurassiques, le vignoble occupe les dépressions, sur sols rendziniformes, sols bruns calcaires  ou sols calciques.
- dans le Bassin du Beausset, les affleurement du Crétacé dominent (marnes et grès), ainsi que les calcaires et marnes du Jurassique.
- enfin, les sols du Haut Bassin de l’Arc sont développés sur les apports colluviaux et alluviaux provenant de l’altération et de l’érosion des reliefs calcaires jurassiques.

### Climatologie
L’ensemble du secteur est soumis au climat méditerranéen provençal avec des températures moyennes annuelles homogènes : 13 - 14 °C pour la partie nord et 15 °C pour la partie sud de l’aire. 
La région est sous un climat avec un rythme à 4 temps : 2 saisons sèches (une brève en hiver, une très longue et accentuée en été), 2 saisons pluvieuses, en automne (pluies abondantes et brutales) et au printemps. 
Les précipitations sont, sur une moyenne de 30 ans, comprises entre 600 mm et 900 mm et l’ensoleillement est supérieur à 2 700 heures par an. Sur les 5 dernières années[Quand ?], la moyenne des précipitations a été bien plus faible, 400 à 500 mm, entrainant des problèmes évident de stress hydrique sur les parcelles les plus sensibles. Ce sont souvent les pluies automnales qui tendent à disparaitre, permettant des périodes de maturations plus longues.
Enfin, la Provence viticole est le pays des « méso-climats », induits à la fois par un relief très désordonné, mais également par l’influence maritime décroissante du Sud au Nord. Il n’est pas rare ainsi de constater un écart de maturité de 2 à 3 semaines du sud au nord.
| Mois                              | jan.  | fév.  | mars  | avril | mai   | juin  | jui.  | août  | sep.  | oct. | nov.  | déc.  | année   |
| --------------------------------- | ----- | ----- | ----- | ----- | ----- | ----- | ----- | ----- | ----- | ---- | ----- | ----- | ------- |
| Température minimale moyenne (°C) | 2,8   | 3,5   | 4,9   | 7,3   | 10,4  | 14,2  | 16,3  | 16,2  | 13,9  | 10,5 | 6,3   | 3,3   | 9,1     |
| Température moyenne (°C)          | 7,7   | 8,5   | 10,1  | 12,5  | 15,7  | 19,4  | 22,1  | 22    | 19,4  | 15,8 | 11,3  | 8,3   | 14,4    |
| Température maximale moyenne (°C) | 12,5  | 13,4  | 15,3  | 17,7  | 21    | 24,6  | 27,8  | 27,8  | 25    | 21,1 | 16,2  | 13,3  | 19,6    |
| Ensoleillement (h)                | 147,8 | 148,9 | 203,2 | 252,1 | 234,9 | 280,6 | 310,3 | 355,5 | 319,5 | 247  | 201,5 | 145,5 | 2 748,1 |
| Précipitations (mm)               | 89,6  | 85,4  | 72,3  | 62,1  | 48,7  | 37,9  | 14,6  | 42,6  | 59    | 117  | 108,9 | 85,6  | 823,4   |

| Mois                              | jan.  | fév. | mars | avril | mai  | juin | jui. | août | sep. | oct.  | nov. | déc. | année |
| --------------------------------- | ----- | ---- | ---- | ----- | ---- | ---- | ---- | ---- | ---- | ----- | ---- | ---- | ----- |
| Température minimale moyenne (°C) | 5,2   | 5,7  | 6,9  | 9,8   | 13,4 | 16,9 | 22,4 | 22,1 | 17,4 | 9,6   | 8,3  | 5,5  | 11,5  |
| Température maximale moyenne (°C) | 11,6  | 13   | 14,1 | 15,4  | 19,6 | 24,1 | 28,1 | 28,7 | 24,9 | 15,2  | 14,8 | 11,9 | 18,8  |
| Record de froid (°C)              | −11,8 | −8,8 | −6,3 | 5,1   | 6,2  | 9,3  | 14,5 | 16,1 | 4,7  | 3,8   | −1,2 | −9,6 | −9,5  |
| Record de chaleur (°C)            | 21,6  | 23,8 | 25,5 | 26,1  | 29,7 | 37,6 | 38,9 | 39,4 | 33,4 | 24,9  | 21,3 | 20,7 | 35,4  |
| Précipitations (mm)               | 89,9  | 66,2 | 70,8 | 69    | 52,3 | 32,7 | 20,5 | 28,9 | 70,1 | 101,2 | 98,1 | 88,4 | 834,7 |

## Vignoble

### Présentation
Le vignoble s'étend sur 84 communes qui se situent dans les départements du Var et des Bouches-du-Rhône, ainsi que dans une commune du département des Alpes-Maritimes. C’est l’appellation la plus étendue des appellations provençales.
Bouches-du-Rhône
Allauch, Bouc-Bel-Air, Ceyreste, Châteauneuf-le-Rouge, La Ciotat, Cuges-les-Pins, Meyreuil, Mimet, Peynier, Puyloubier, Roquefort-la-Bédoule, Rousset, Simiane-Collongue, Le Tholonet et Trets.
Var

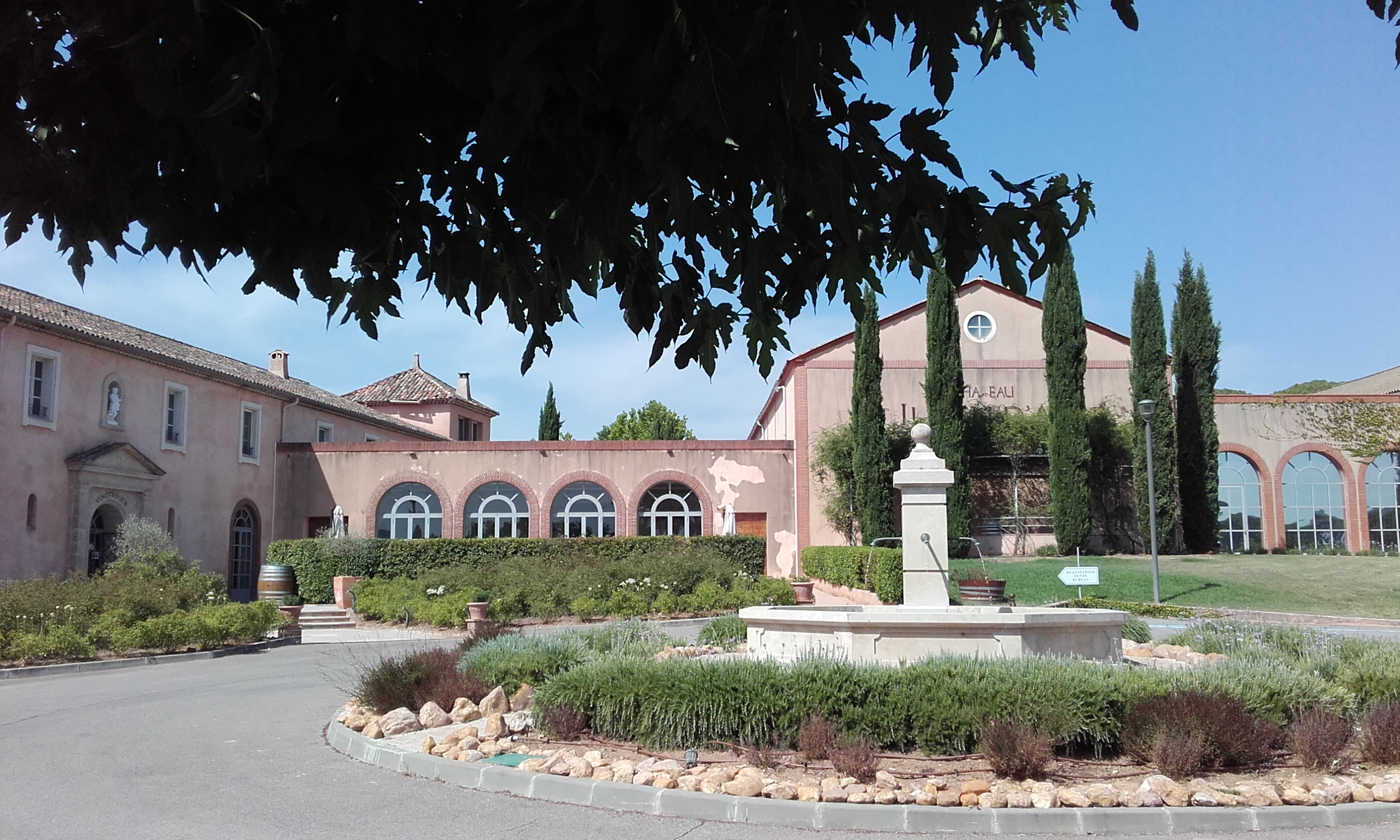
Château St Julien d'Aille, Vidauban.
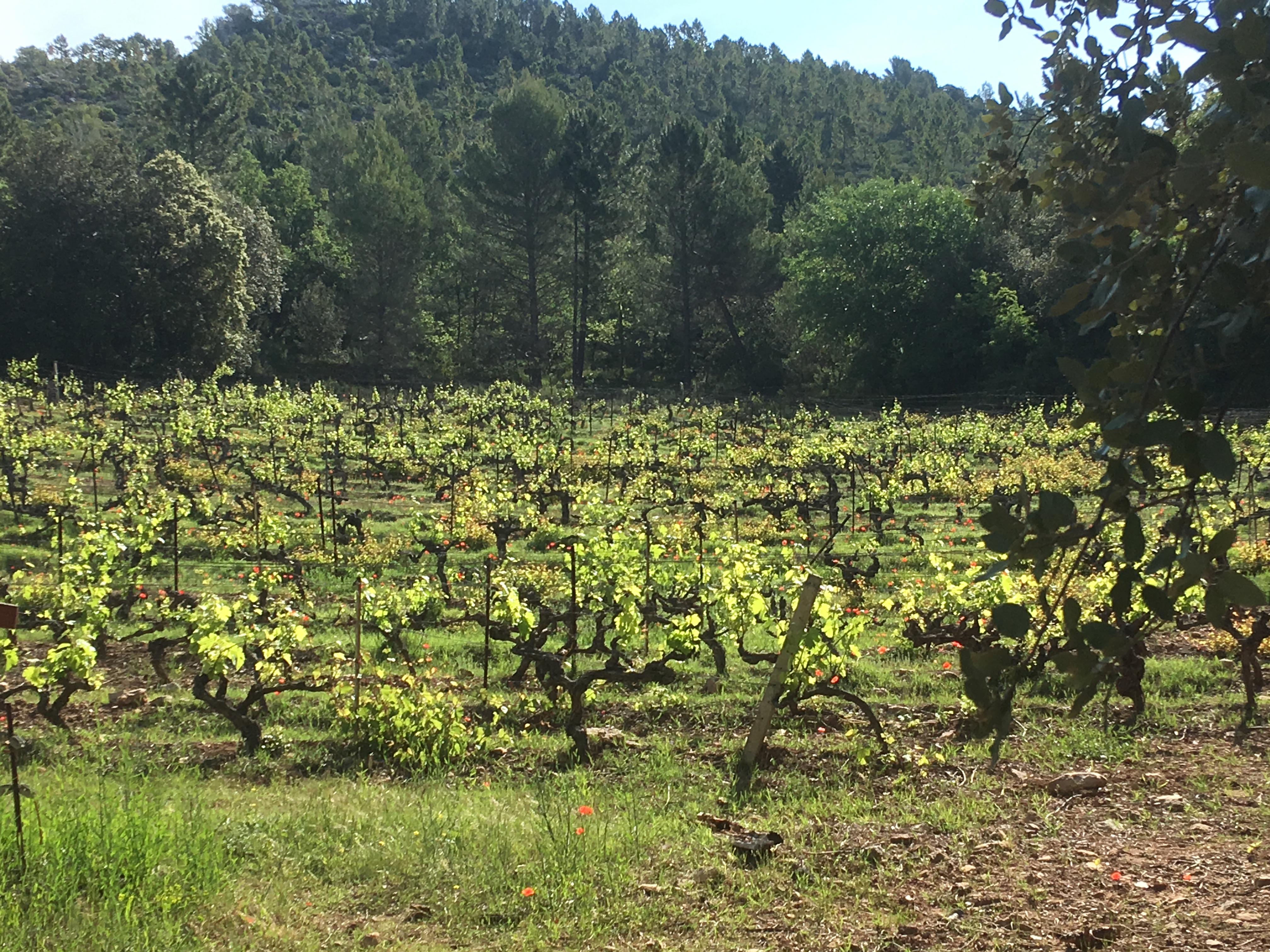
Domaine Saint-Jean de Villecroze.
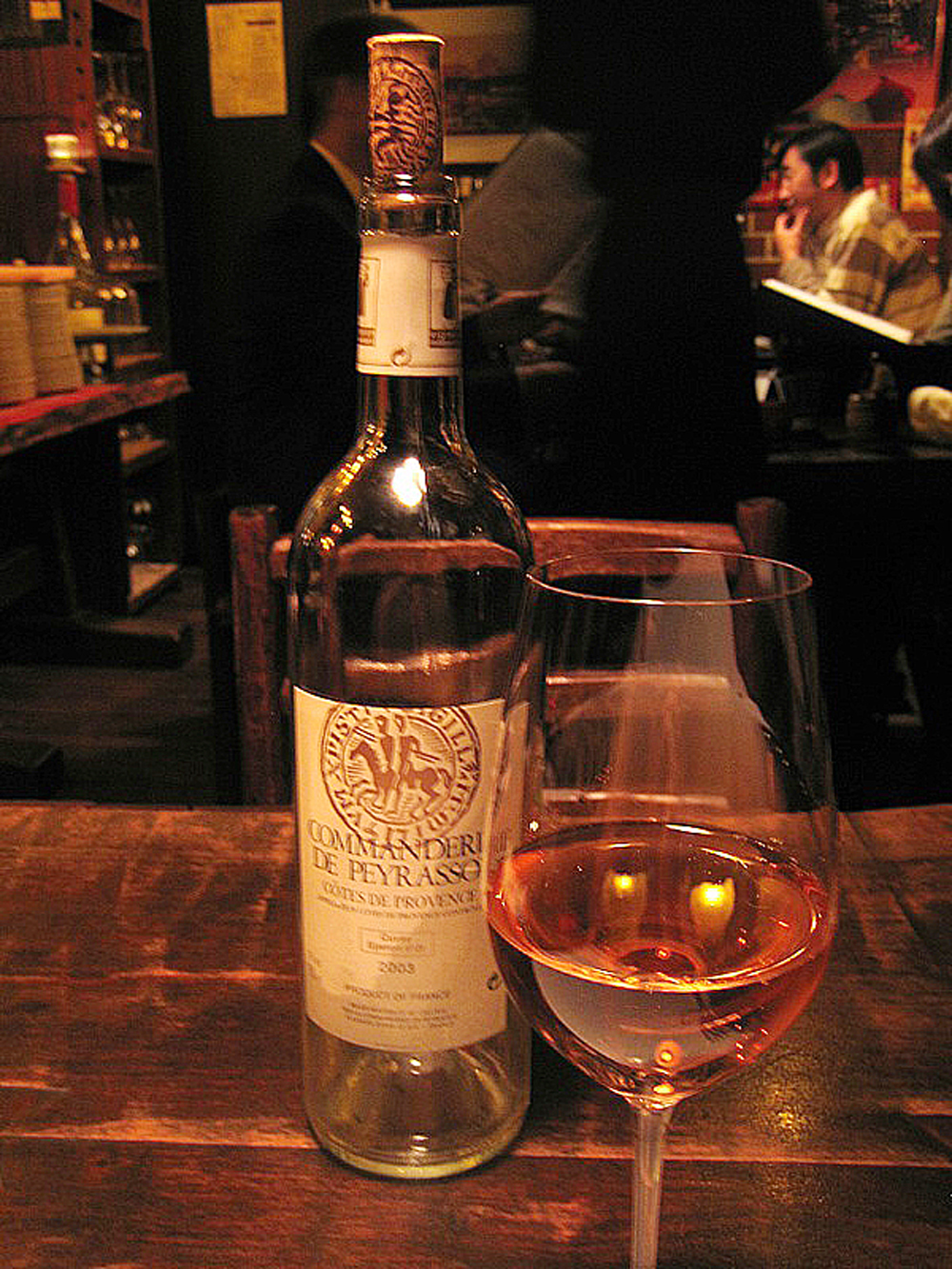
Commanderie de Peyrassol, Flassans-sur-Issole.

Les Arcs, Bagnols-en-Forêt, Le Beausset, Besse-sur-Issole, Bormes-les-Mimosas, Cabasse, La Cadière-d'Azur, Callas, Le Cannet-des-Maures, Carcès, Carnoules, Carqueiranne, Le Castellet, Cavalaire-sur-Mer, Cogolin, Collobrières, Correns, Cotignac, La Crau, La Croix-Valmer, Cuers, Draguignan, Entrecasteaux, Évenos, La Farlède, Figanières, Flassans-sur-Issole, Flayosc, Fréjus, La Garde, La Garde-Freinet, Gassin, Gonfaron, Grimaud, Hyères, La Londe-les-Maures, Lorgues, Le Luc, Les Mayons, Montfort-sur-Argens, La Môle, La Motte, Le Muy, Pierrefeu-du-Var, Pignans, Plan-de-la-Tour, Pourcieux, Pourrières, Le Pradet, Puget-sur-Argens, Puget-Ville, Ramatuelle, Roquebrune-sur-Argens, Saint-Antonin-du-Var, Saint-Cyr-sur-Mer, Sainte-Maxime, Saint-Paul-en-Forêt, Saint-Raphaël, Saint-Tropez, Sanary-sur-Mer, Seillans, Six-Fours-les-Plages, Solliès-Pont, Taradeau, Le Thoronet, Trans-en-Provence, La Valette-du-Var et Vidauban.
Alpes-Maritimes
Villars-sur-Var.

### Encépagement

#### Vins rouges et rosés
Cépages principaux : deux cépages principaux obligatoires parmi :
- grenache N ;
- mourvèdre ;
- cinsault ;
- tibouren N ;
- syrah ;

Cépages secondaires (leur totalité ne dépassant pas 30 % de la superficie) :
- cabernet sauvignon ;
- Carignan N.

#### Vins blancs
Cépages principaux :
- clairette B ;
- vermentino (dit rolle) ;
- ugni blanc ;

Cépage secondaire (la totalité ne dépassant pas 30 % de la superficie) :
- sémillon.

### Méthodes culturales
Densité : de 4 000 à 10 000 pieds par hectare.
Taille : les vignes sont conduites en taille courte, à coursons à deux yeux, soit en gobelet soit en cordon de royat (double ou simple). Sauf pour la syrah et le cabernet sauvignon pour lesquels la taille longue (taille en guyot) est autorisée avec un maximum de 8 yeux francs par pied et 6 yeux francs maximum sur le long bois.
Rendements :
- rendement de base : 50 hl/ha
- rendement butoir : 55 hl/ha

### Vinification et élevage

#### Vins blancs
- Vinification classique et vinification sur lies fines
- Œil : jaune pâle, brillante à reflets verts
- Nez : floral (fenouil, acacia, genêt) fruité (agrume, citron, pamplemousse) ou balsamique (résine)
- Bouche : structurée et charpentée avec finale fraîche

#### Vins rouges
- Vinification classique avec macération plus ou moins longue, ainsi que vinification par macération carbonique
- Œil : pourpre à reflets violets
- Nez : notes fruités (fruits rouges) ou végétales (laurier, romarin, tabac) évoluant vers le fruit noir, des notes épicées (réglisse, cannelle) ou animales (fourrure, venaison).

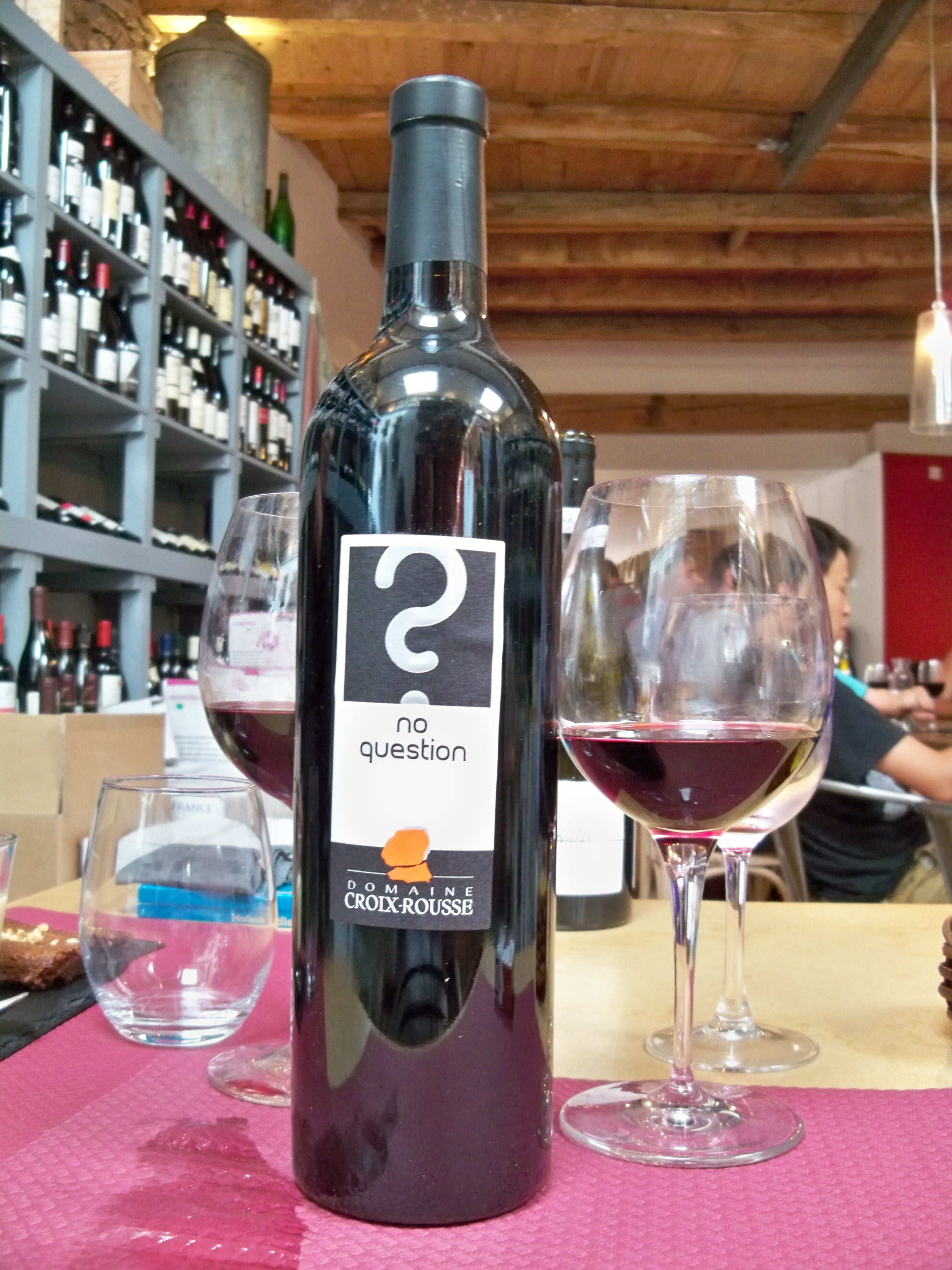
Domaine Croix-Rousse
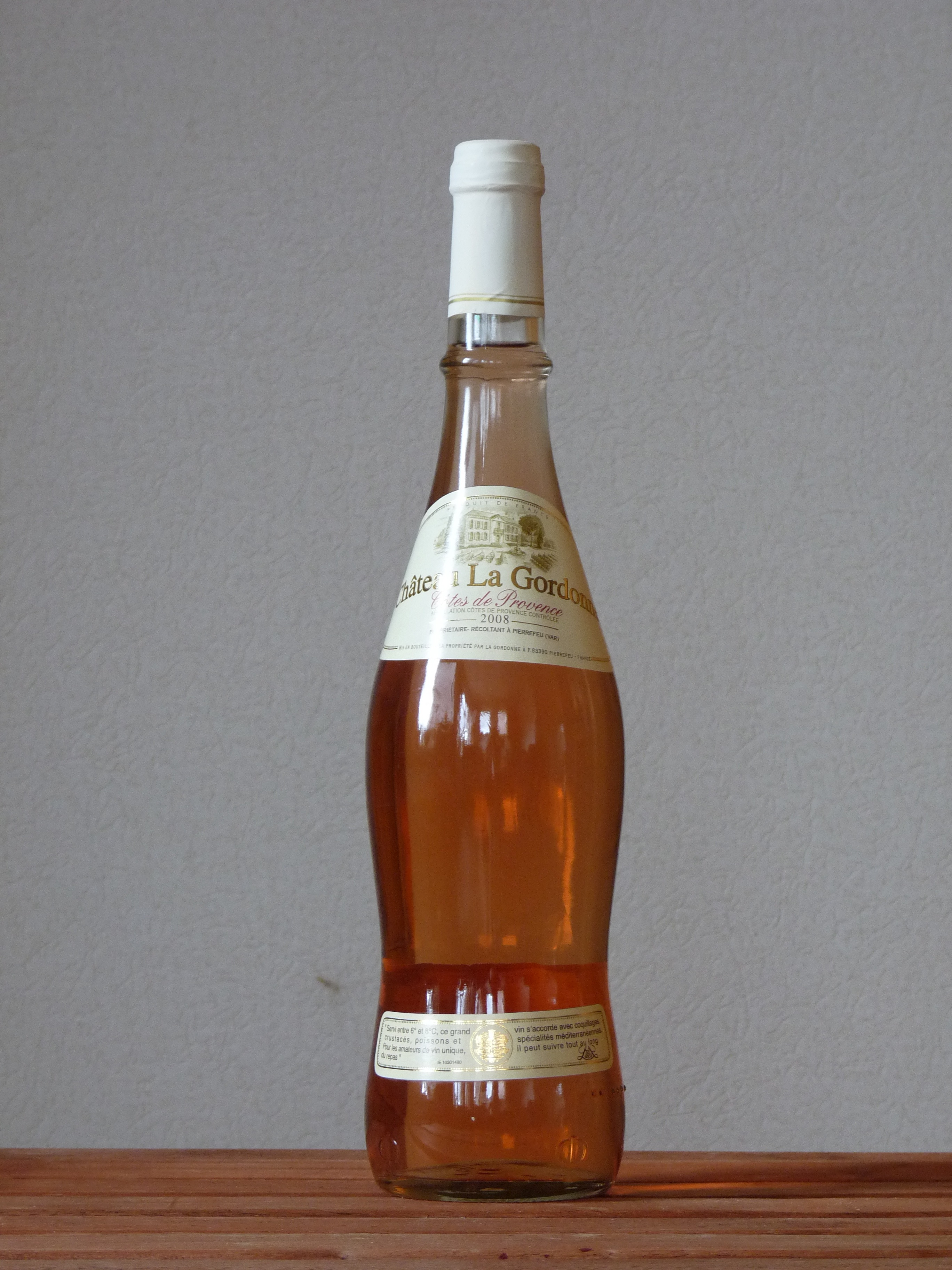
Bouteille spéciale Provence.
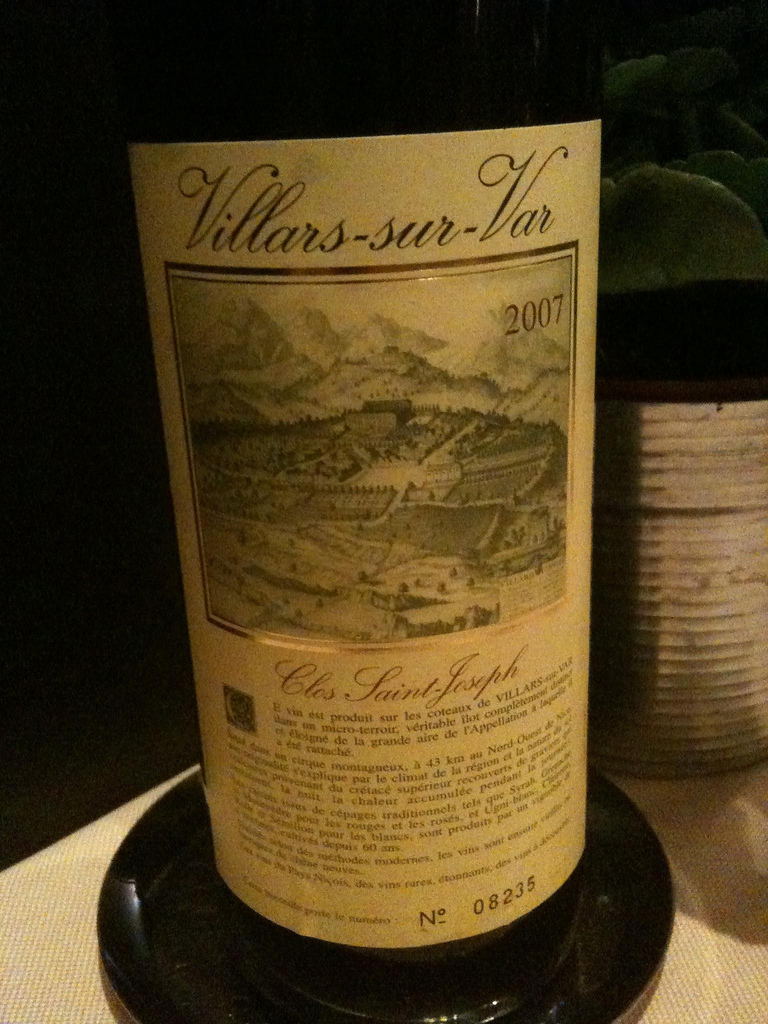
AOC côtes-de-provence de Villars-sur-Var
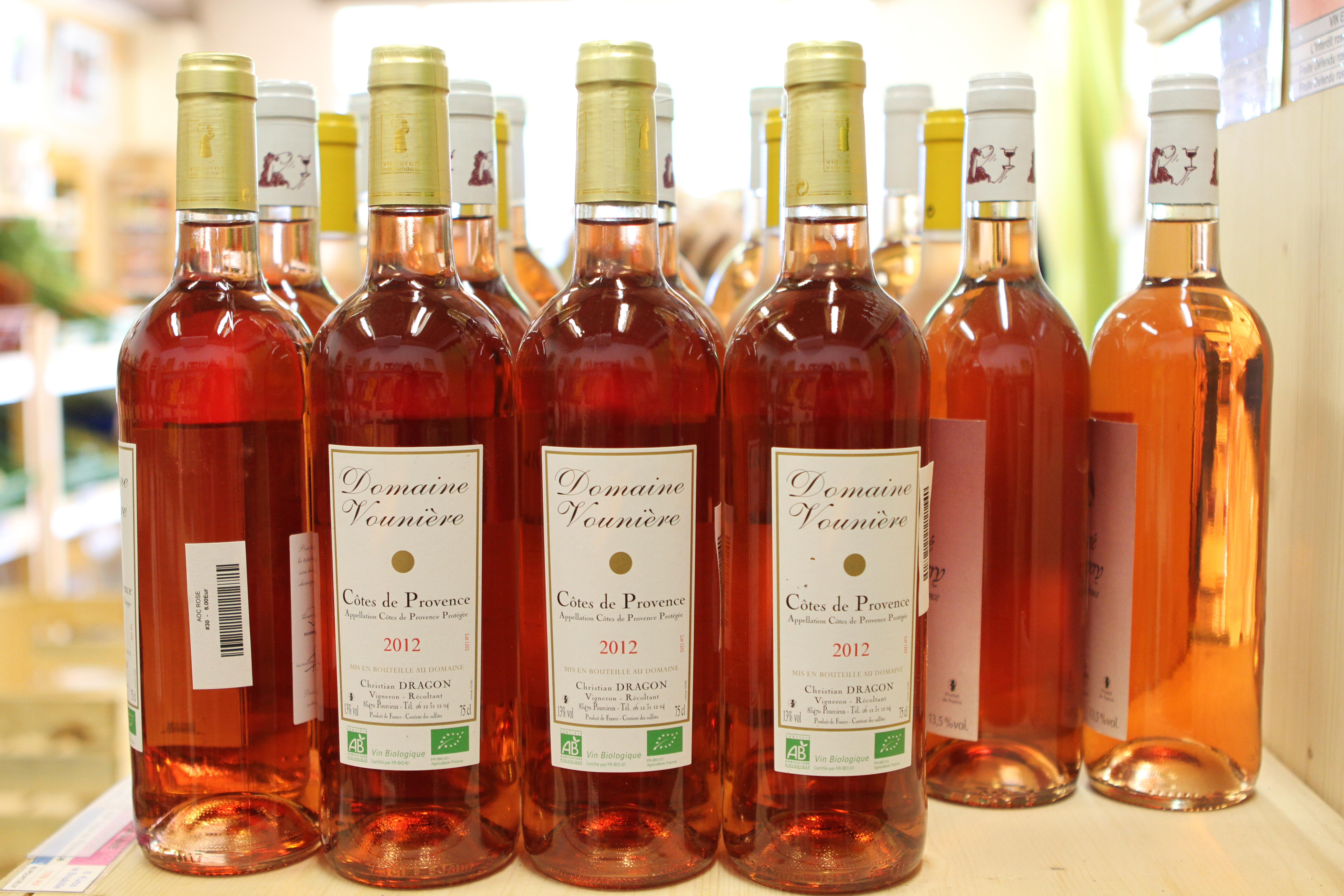
AOC côtes-de-provence bio
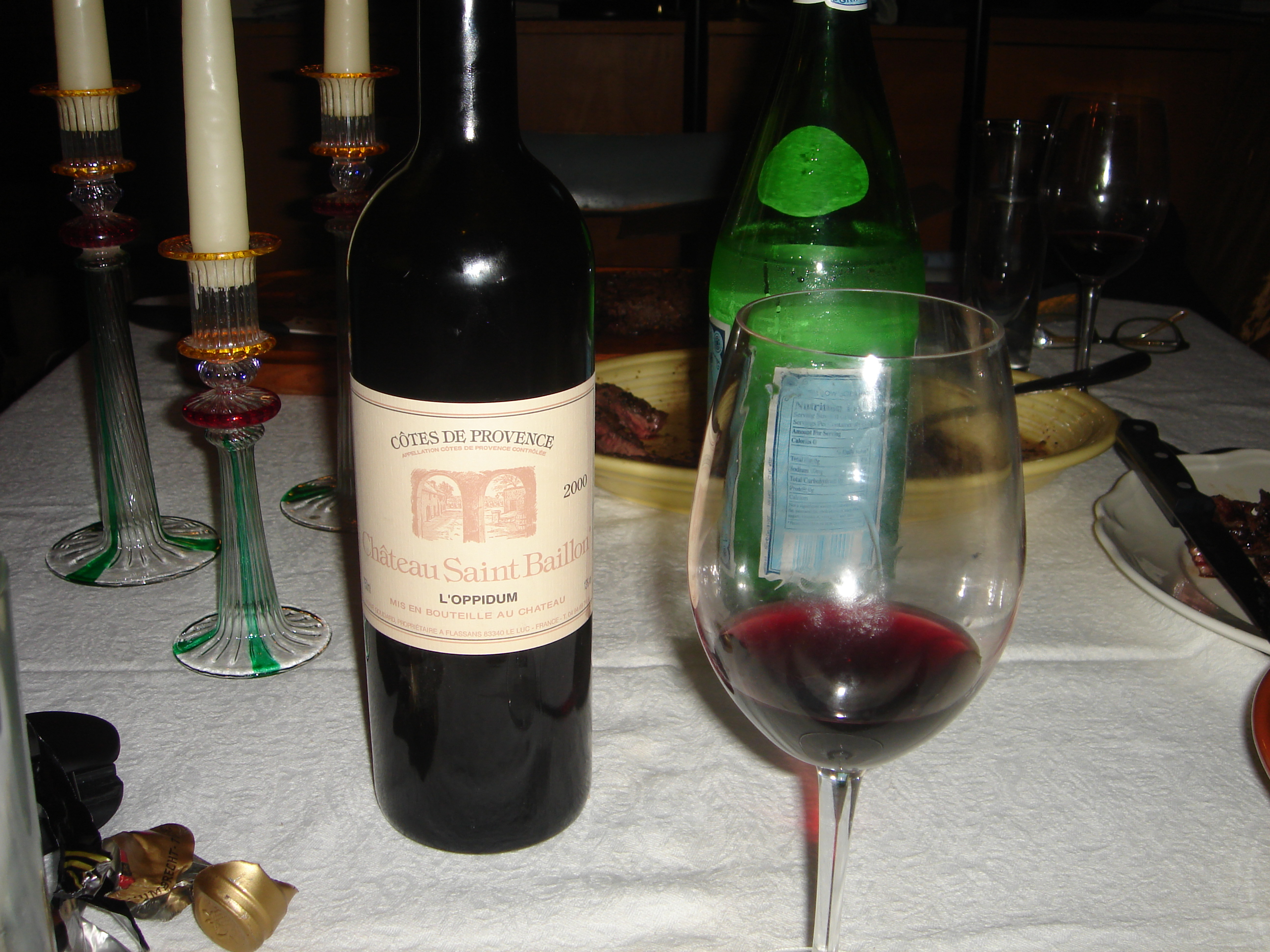
AOC côtes-de-provence rouge.
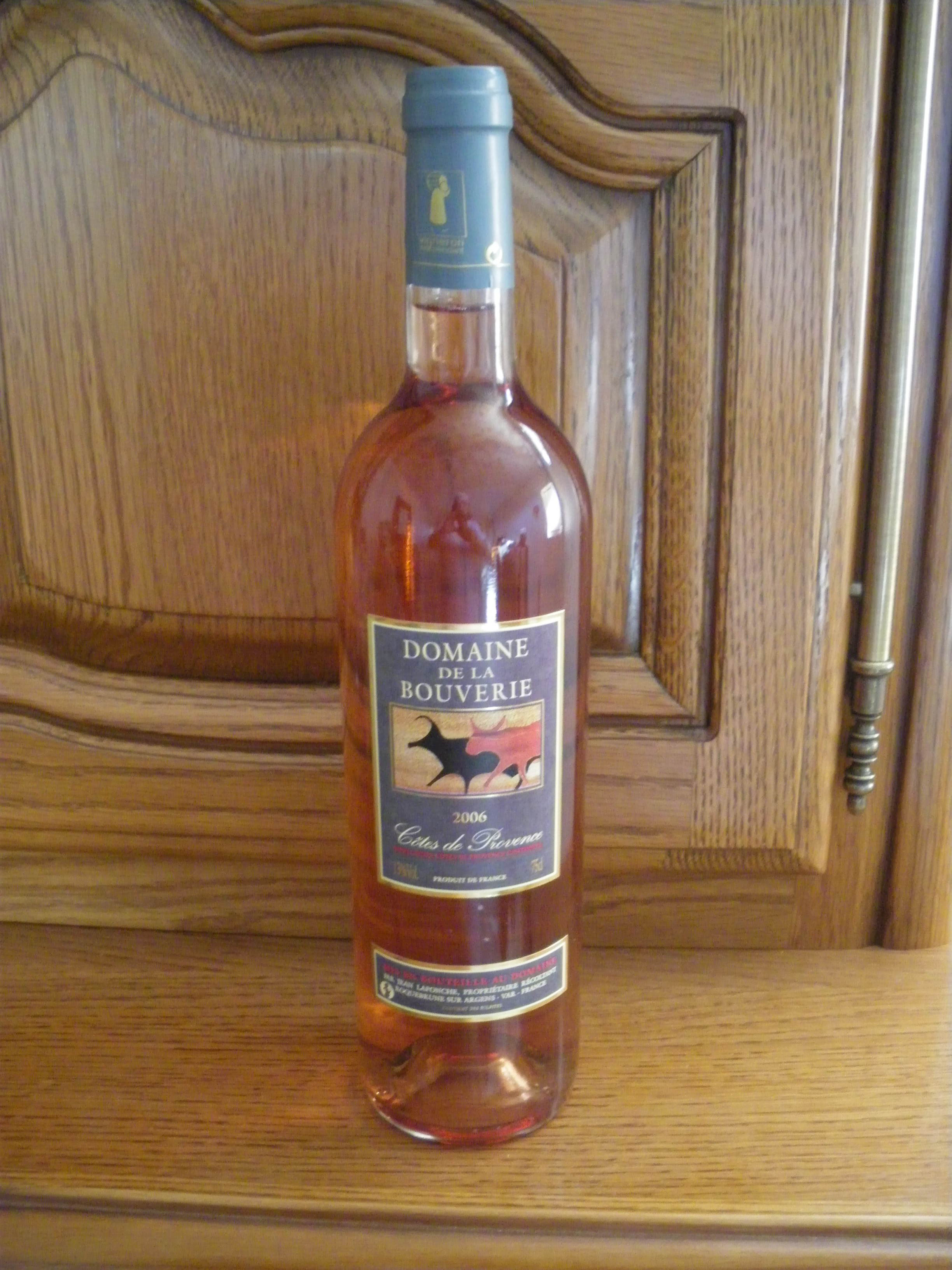
AOC côtes-de-provence rosé.

#### Vins rosés
- Vinification : pressurage direct, macération à froid, saignée.
- Œil : palette large du rose pale au rose franc, orange clair, rose saumon, pivoine
- Nez : la diversité est le reflet de la mosaïque des terroirs : fruité, floral (thym, aneth, tilleul), végétal (menthe, tabac), empyreumatique (pierre à fusil), balsamique (écorce de pin)
- Bouche : frais mais pas acerbe, fondu mais pas chaud, rond, souple et structuré mais pas astringent. Tout l’art consiste à trouver cet équilibre délicat.

### Terroir et vins

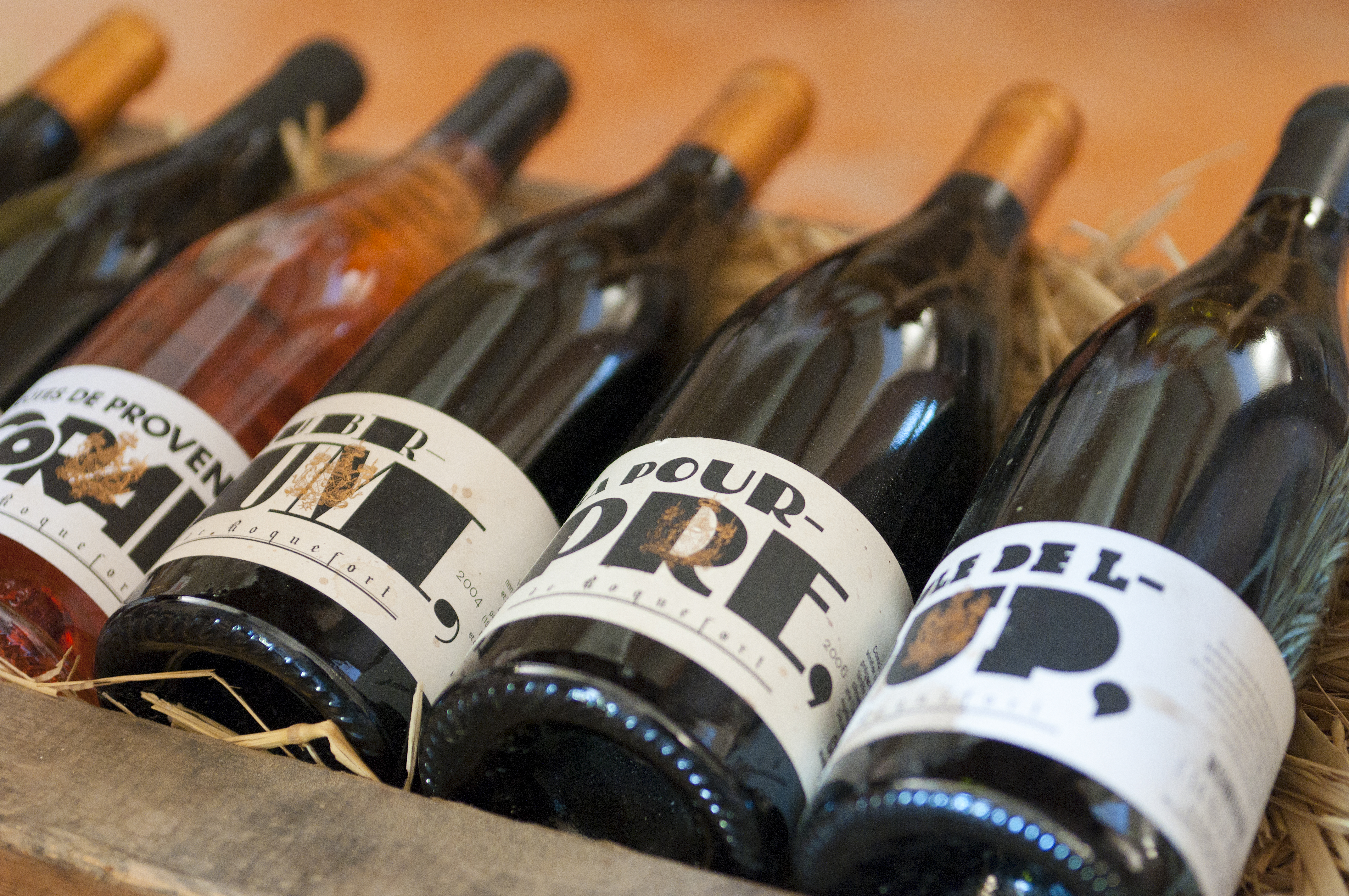
Château de Roquefort, Roquefort-la-Bédoule

On distingue cinq grandes zones naturelles :
- le massif cristallin des Maures, au Sud et Sud-Est du département du Var. 15 communes y sont rattachées.
- la dépression permienne, qui va de Toulon jusqu’à Saint-Raphaël, à laquelle sont rattachées 25 communes.
- le plateau triasique et les collines jurassiques calcaires, situés au Nord et Nord-Ouest de la

dépression. (19 communes)
- le bassin du Beausset, dans lequel se retrouve les communes de l’aire de l’AOC Bandol. (18 communes)
- le haut bassin de l’Arc, limité au Nord par les chainons de la Sainte-Victoire, du Cengle, et par les collines de Pourrières et de Pourcieux, il est fermé au Sud par les chainons de l’Étoile, de Regaignas, de l’Olympe et de l’Aurélien. (13 communes).

#### Crus classés des Côtes-de-Provence
Le vignoble de Provence a bénéficié, en 1955, d'un classement récompensant les domaines les plus rigoureux. Parmi les 23 domaines classés à l'origine, 18 bénéficient de l'appellation "Cru Classé" des Côtes de Provence. 

Crus classés des côtes-de-provence
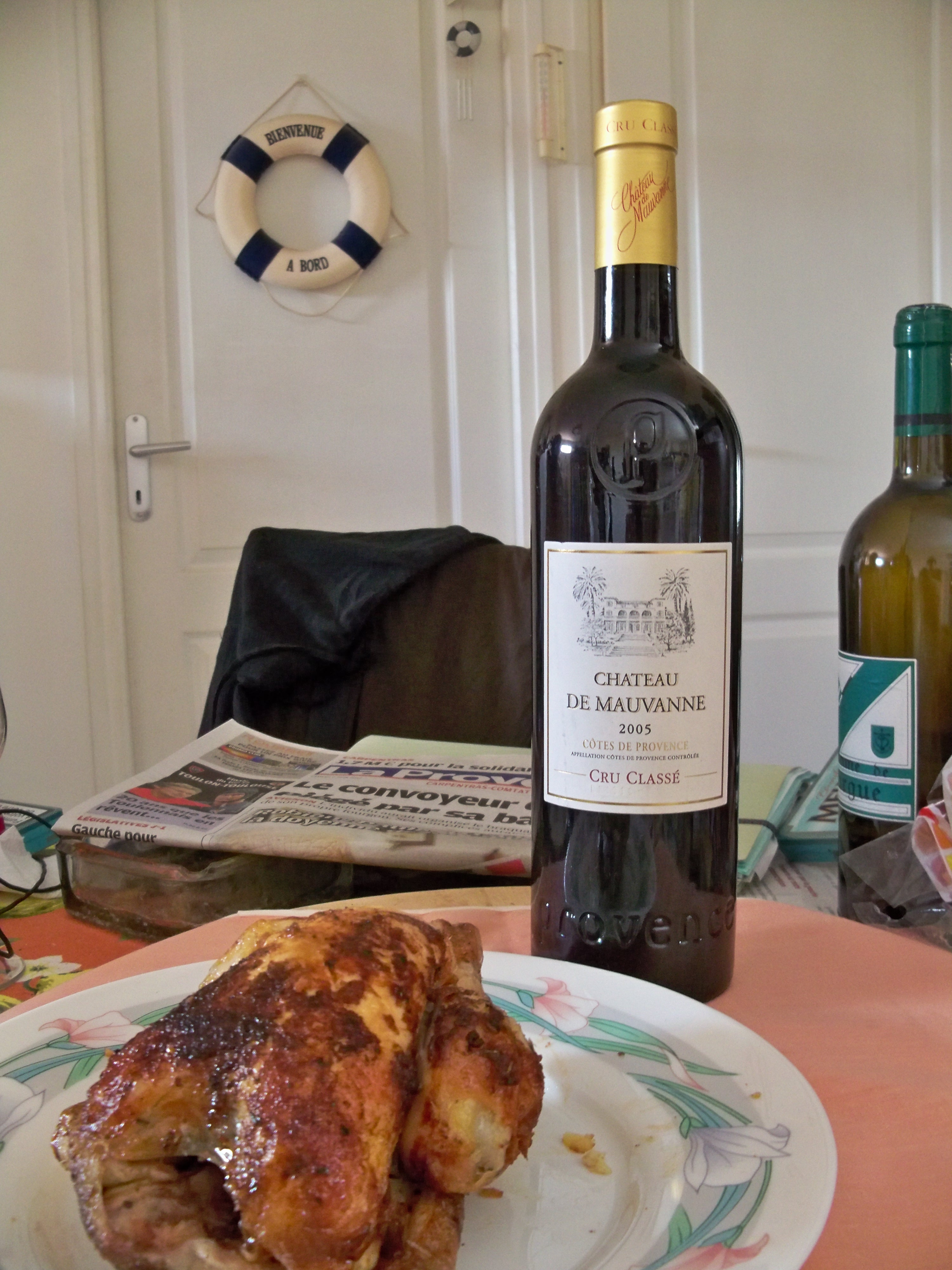
Château de Mauvanne
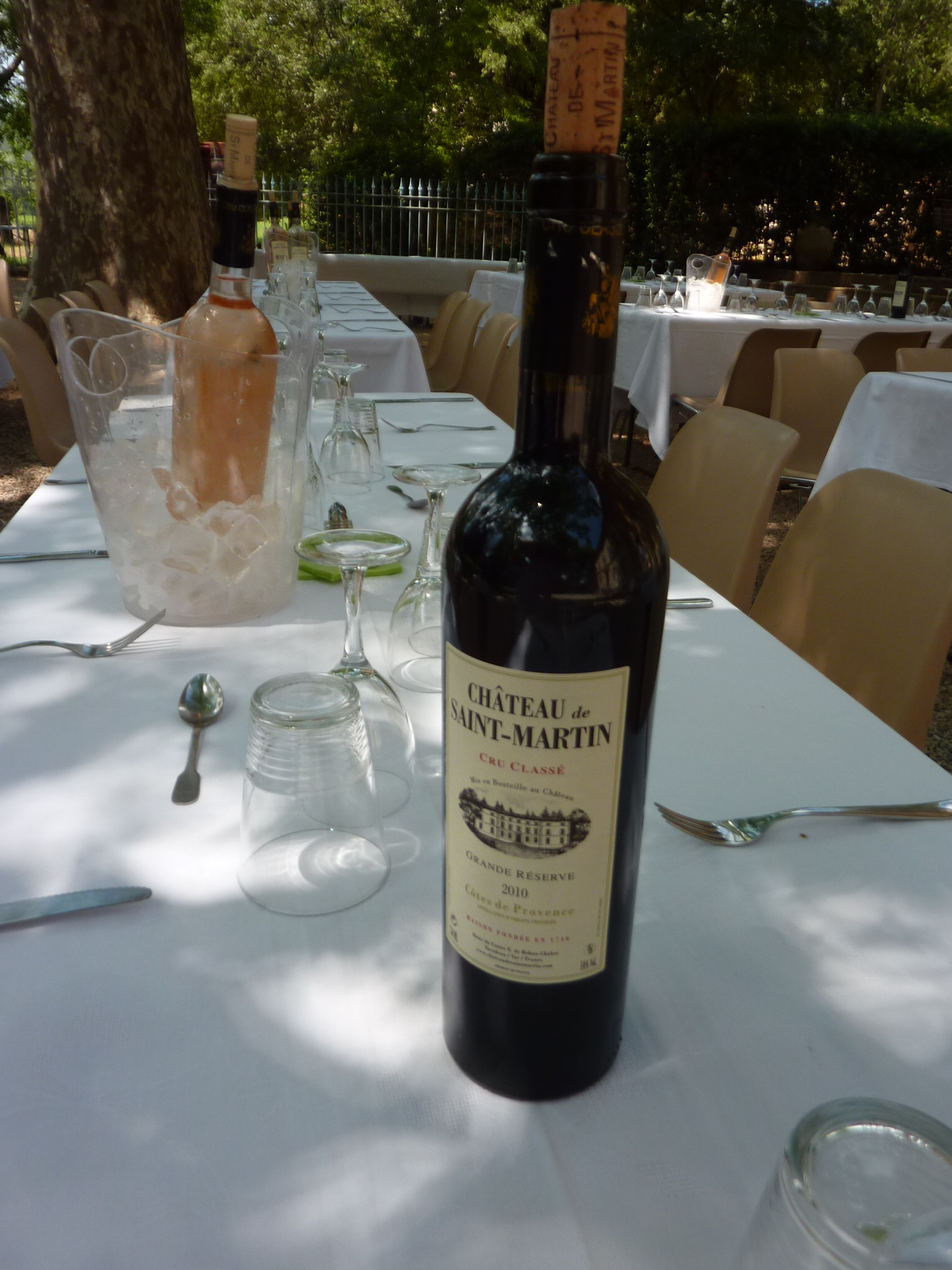
Château de Saint-Martin

Il s'agit de :
- Château de Brégançon (Bormes-les-Mimosas)
- Domaine du Noyer (Bormes-les-Mimosas)
- Clos Cibonne (Le Pradet)
- Château du Galoupet (La Londe-les-Maures)
- Domaine du Jas d'Esclans (La Motte)
- Château de Mauvanne (Hyères)
- Château de la Clapière (Hyères)
- Domaine de la Croix (La Croix-Valmer)
- Château Minuty (Gassin)
- Clos Mireille (La Londe-les-Maures)
- Château de l'Aumérade (Pierrefeu-du-Var)
- Domaine de Rimauresq (Pignans)
- Château Roubine (Lorgues)
- Château Sainte-Marguerite (La Londe-les-Maures)
- Château de Saint-Martin (Taradeau)
- Château Saint-Maur (Cogolin)
- Château Sainte-Roseline (Les Arcs-sur-Argens)
- Château de Selle (Taradeau)

Ont disparu : Clos de la Bastide verte (La Garde), Domaine de la Grande Loube (Hyères), Clos du Relais (Lorgues), Coteau du Ferrage (Pierrefeu) et Domaine de Moulières (La Valette).

### Structure des exploitations
La superficie en production est de 20 300 hectares pour un volume déclaré de 1 000 000 hectolitres dont 15 % de vins rouges, 80 % de vins rosés et 5 % de vins blancs.
- Nombre total de déclarants : 3 900
  - 48 caves coopératives, représentant 55 % de la production
  - 370 caves particulières, représentant 45 % de la production

### Type de vins et gastronomie

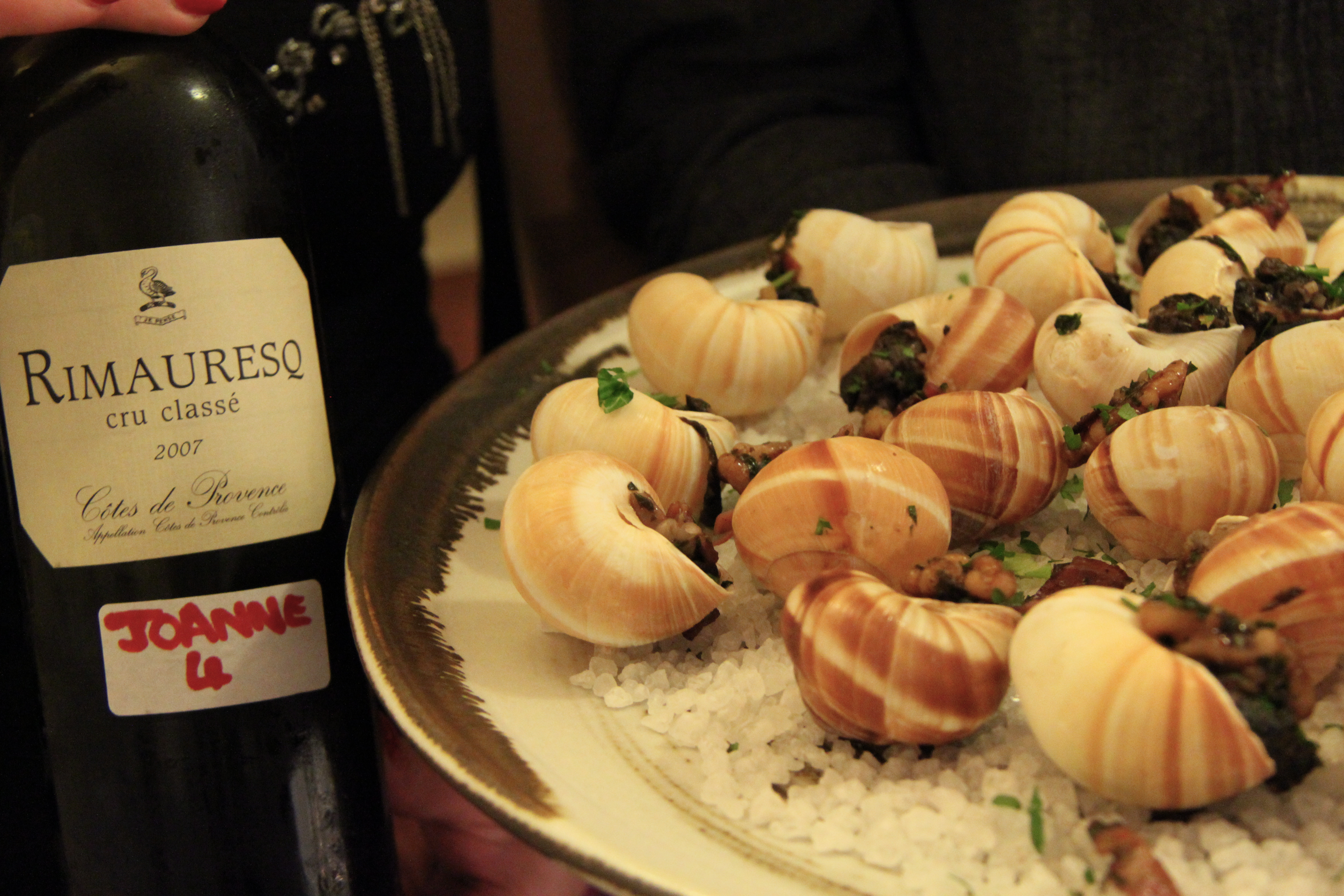
Escargots et cru classé des côtes-de-provence

### La Route des hauts lieux de Provence

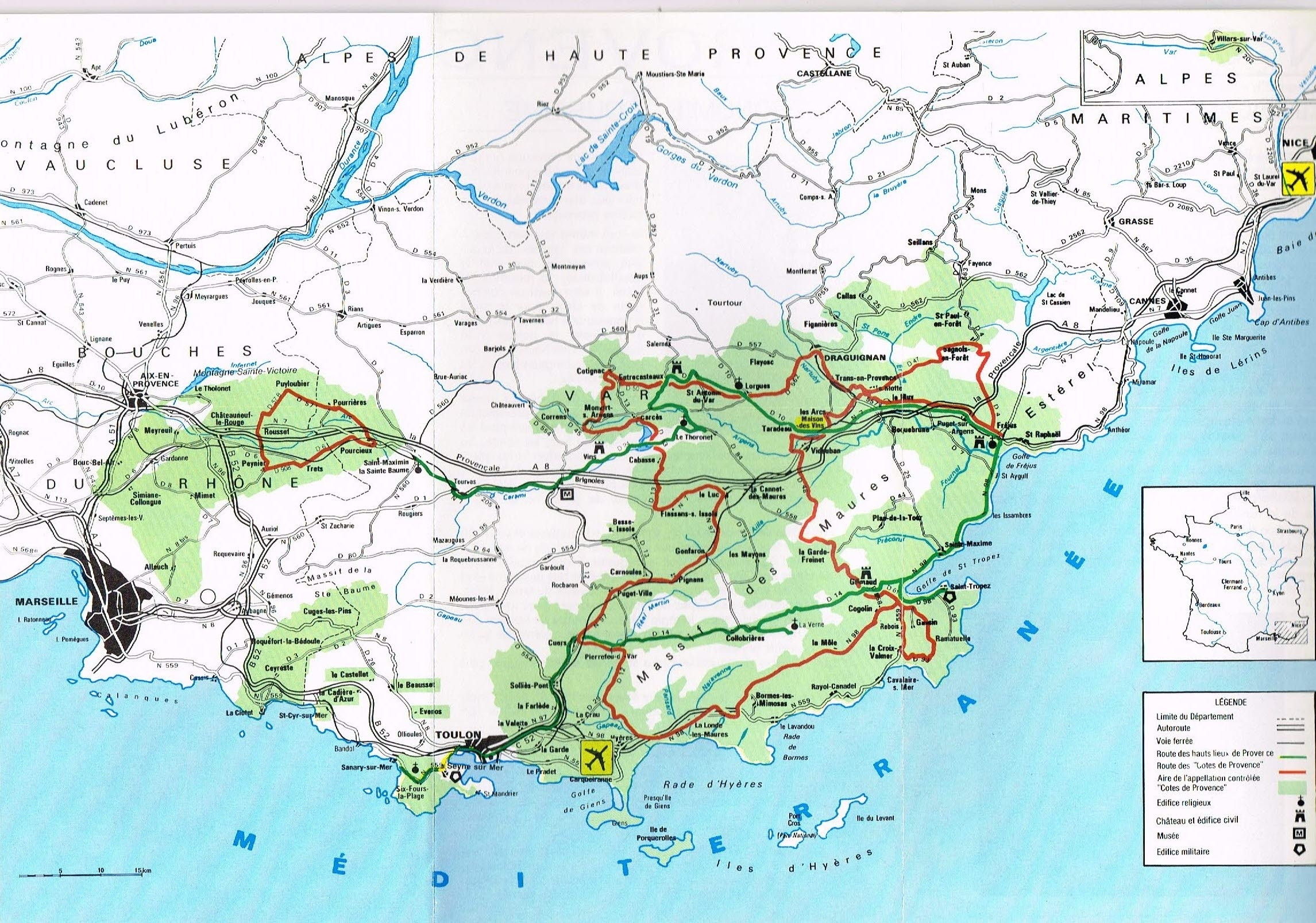
Route des hauts Lieux de Provence

Un dépliant édité par l’ "Association Route des hauts Lieux de Provence" et le "Syndicat des Côtes de Provence" en collaboration avec la "Caisse Nationale des Monuments Historiques et des Sites (aujourd’hui « Centre des monuments nationaux »), la Conservation régionale des Monuments Historiques, La Demeure historique et le Conseil général du Var a conjugué la promotion de la "Route des vins des Côtes de Provence" (Historique de l'appellation "Côtes de Provence", Terroir, Vinification, Élevage, Gastronomie, Tourisme et des "Sites et monuments" :
Basilique Sainte-Marie-Madeleine de Saint-Maximin-la-Sainte-Baume et le Couvent Royal de Saint-Maximin ; Palais des Comtes de Provence à Brignoles ; Château de Vins ; Abbaye du Thoronet ; Château d'Entrecasteaux ; Collégiale Saint-Martin de Lorgues ; L'amphithéâtre de Fréjus, ou Arènes de Fréjus ; Cité épiscopale de Fréjus ; Citadelle de Saint-Tropez ; Château de Grimaud ; Ancienne chartreuse de la Verne ; Tour royale de Toulon ; Fort Balaguier à La Seyne ; Église Saint-Pierre-aux-Liens de Six-Fours-les-Plages.
La maison des Vins Côtes de Provence, située sur la commune Les Arcs (Var) au cœur de l’Appellation, offre une halte privilégiée avec son caveau de dégustation et des stages d’initiation à la dégustation des vins y sont organisés pour eux qui veulent découvrir l’art du « Bien Boire » grâce aux explications d’un œnologue réputé.

### Commercialisation

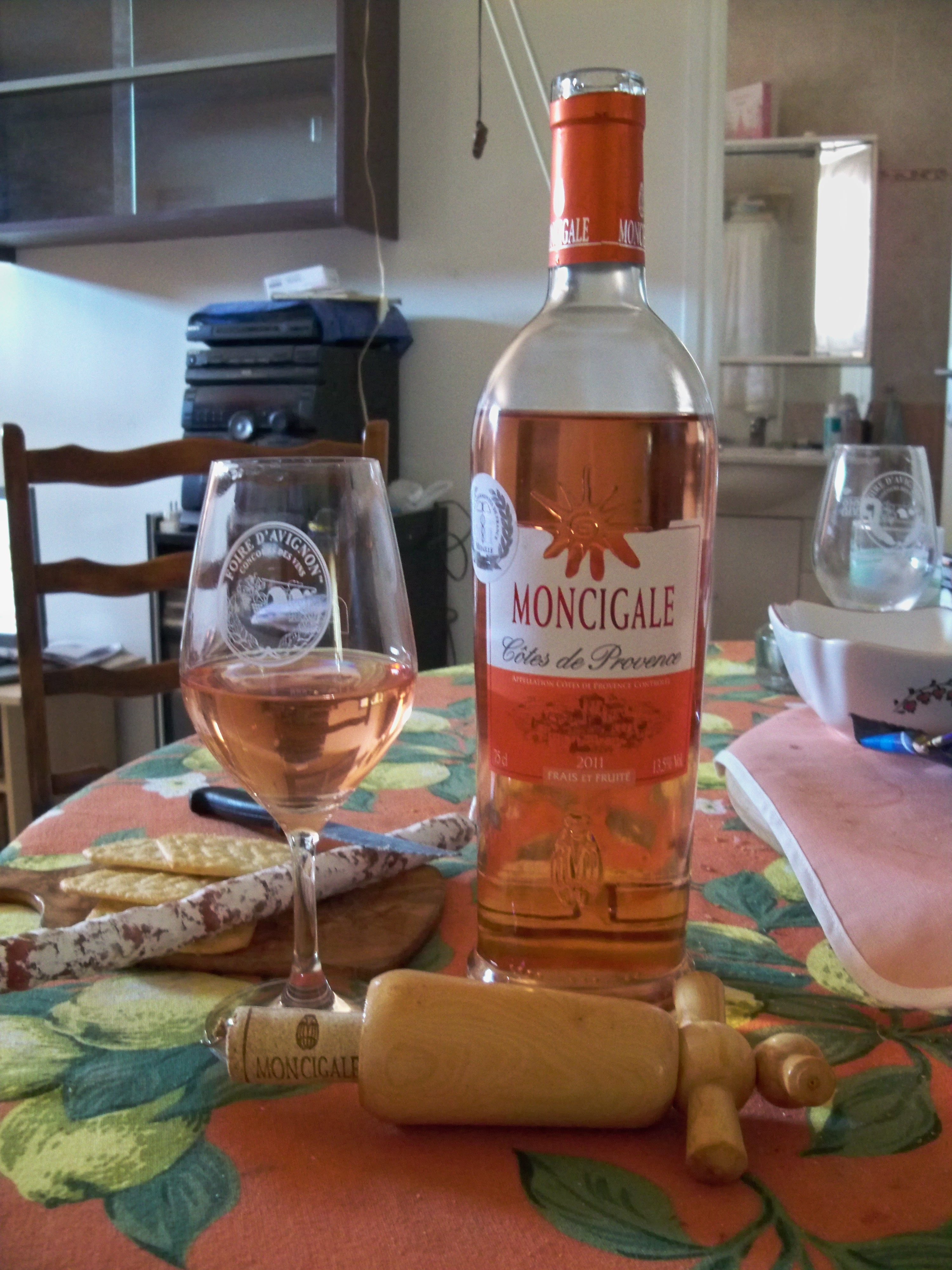
Moncigale Côtes de Provence AOC

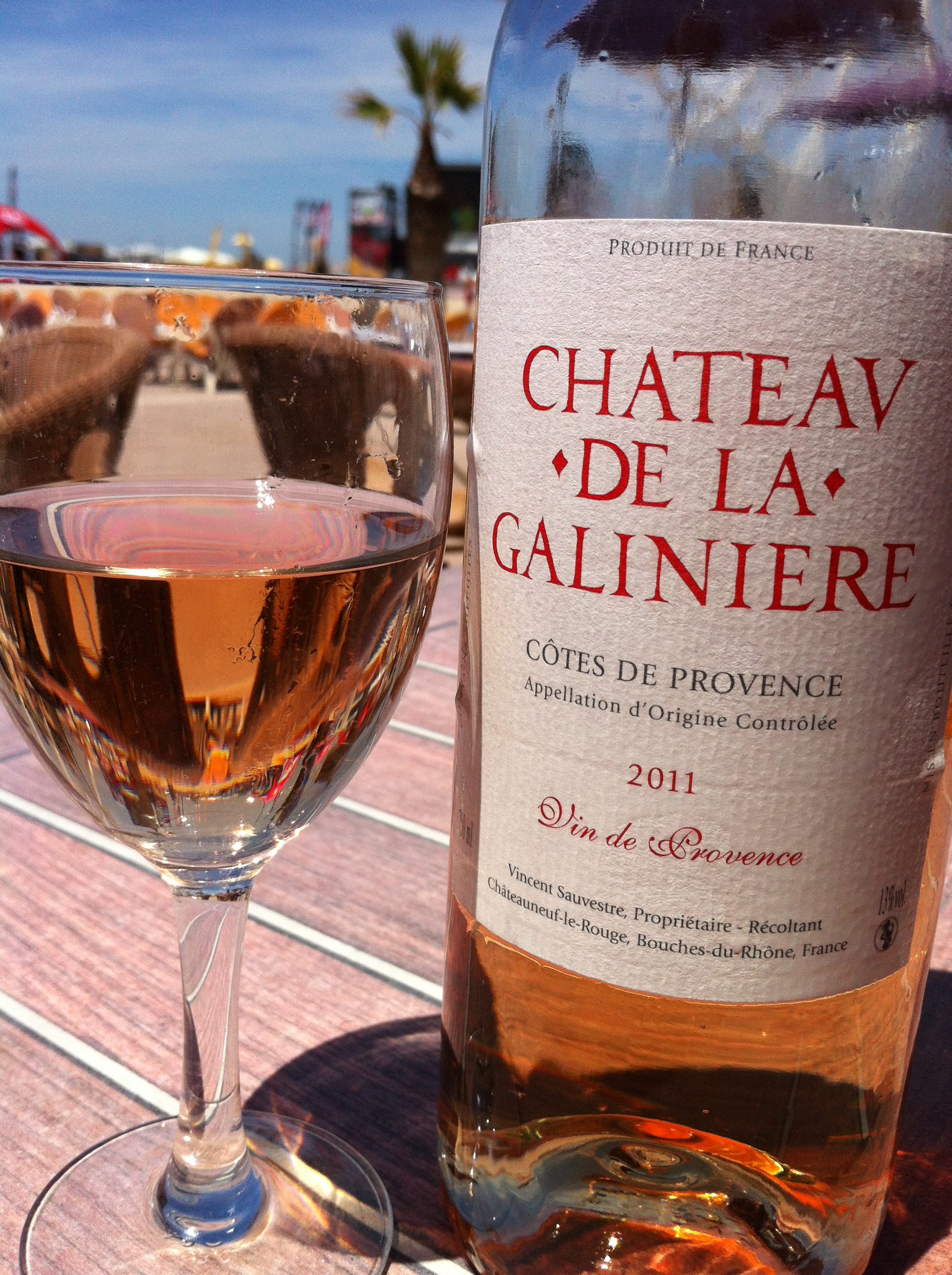
Château de la Galinère, Côtes de Provence AOC

- Grande distribution (43 %)
- Hard discount (10 %)
- Spécialisé (3 %)
- Export (11 %)
- Vente directe (14 %)
- CHR (19 %)

11 % de cette AOC part à l'export, soit environ 15 000 000 de bouteilles.